# Polycentropus marcanoi
Polycentropus marcanoi är en nattsländeart som beskrevs av Oliver S. Flint Jr. 1976. Polycentropus marcanoi ingår i släktet Polycentropus och familjen fångstnätnattsländor. Inga underarter finns listade i Catalogue of Life.